# Eugenia savannarum
Eugenia savannarum är en myrtenväxtart som beskrevs av Paul Carpenter Standley och Julian Alfred Steyermark. Eugenia savannarum ingår i släktet Eugenia och familjen myrtenväxter.
Artens utbredningsområde är Guatemala. Inga underarter finns listade i Catalogue of Life.